# アンピシリン
アンピシリン（Ampicillin,amp）とは、1961年から感染症の治療に用いられているβ-ラクタム系抗生物質の1種である。アミノペニシリングループに属し、抗菌スペクトルや活性はアモキシシリンとほぼ同じである。また、アレルギーを起こすことがあり、程度は発疹などの軽度なものからアナフィラキシーのように重度なものまで様々である。

## 作用機序

赤く色をつけた部分がアンピシリンにおいてペニシリンGに付加されたアミノ基である。

アンピシリンはペニシリンと同じβ-ラクタム系抗生物質の1種であり、アミノペニシリンファミリーの一つである。
アンピシリンはペニシリンGにアミノ基を付加したものであり、このアミノ基によってグラム陰性菌の外膜を透過するようになった（外膜については細胞壁を参照）。そのため、アンピシリンはグラム陽性菌およびグラム陰性菌の一部に有効である。しかし、耐性の高い緑膿菌には効かない。
アンピシリンは細菌の細胞壁を作るために必要なペプチド転移酵素のDD-トランスペプチダーゼを拮抗阻害する。したがって、細胞壁合成の第3ステージ、および最終ステージを阻害し、最終的に溶菌させる。

## 使用対象

### 感染症
アンピシリンの作用はアモキシシリンとよく似ており、尿路感染症、中耳炎、感染性肺炎、サルモネラ、リステリア髄膜炎などの治療に用いられる。
蜂巣炎の治療にはβ-ラクタム系抗生物質のフルクロキサシリン（Flucloxacillin）と併用して用いられる。これはフルクロキサシリンが黄色ブドウ球菌に作用し、同時にアンピシリンがA群連鎖球菌に作用することで治療するためである。この併用剤はCo-fluampicil（商品名Magnapen、詳しくはen:Co-fluampicilを参照）という名前で販売されている。
シュードモナス属全種、クレブシエラ属とエアロバクター属の大部分はアンピシリンに対して抵抗性を示す。
アンピシリン自体はペニシリンの次に発見された2番目のβラクタムであることから、昨今はスルバクタムとの合剤で使用することが多い。血液脳関門を通過することを期待しての使用では単体でも使用される。

### 研究
アンピシリンは細菌に遺伝子（プラスミドなど）が取り込まれたことを確認するためにも用いられる（選択マーカー）。
導入する遺伝子にアンピシリン耐性をコードする領域（通常大腸菌においてはβ-ラクタマーゼをコードするTEM-1遺伝子）を持たせ、大腸菌に組み込む。その大腸菌をアンピシリンを含む培地で培養し、菌が増殖した場合はアンピシリン耐性を持っているため、遺伝子が正常に組み込まれたと判断できる。

## 関連する薬剤
- ヘタシリン
- バカンピシリン
- スルタミシリン

アンピシリンには、いくつかアンピシリンを元に開発された抗菌薬が存在する。例えばヘタシリンはβ-ラクタマーゼによって分解されないように加工されたアンピシリンのプロドラッグであり、所詮in vitro条件（生体内ではない人工的な条件）ではあるものの、ヘタシリンに直接β-ラクタマーゼを作用させてもほとんど分解されないことが知られている。また、バカンピシリンもアンピシリンのプロドラッグであり、アンピシリンの持つカルボキシ基をカルボン酸エステルの形にすることで脂溶性を高めて、経口投与の際に消化管からの吸収を良くすることでバイオアベイラビリティを向上させている。スルタミシリンは、アンピシリンにβ-ラクタマーゼ阻害剤の1種であるスルバクタムを結合させた薬剤である。ちょうどメタンジオールが持つ2つの水酸基の片方にはアンピシリンの持つカルボキシ基が、もう一方にはスルバクタムの持つカルボキシ基が、それぞれ脱水縮合してカルボン酸エステルになった構造をしている。つまりスルタミシリン1分子には、アンピシリンとスルバクタムとが1分子ずつ含まれている。